# Hypenia glauca
Hypenia glauca là một loài thực vật có hoa trong họ Hoa môi. Loài này được (A.St.-Hil. ex Benth.) Harley mô tả khoa học đầu tiên năm 1988.